# برادي أندرسون
برادي أندرسون (بالإنجليزية: Brady Anderson) هو لاعب كرة قاعدة أمريكي، ولد في 18 يناير 1964 في سيلفر سبرينغ في الولايات المتحدة.

## وصلات خارجية
- برادي أندرسون على موقعبيزبول رفرنس.كوم (الدوري الرئيسي) (الإنجليزية)
- برادي أندرسون على موقع مشجعي الرسوم البيانية (الإنجليزية)
- برادي أندرسون على موقع IMDb (الإنجليزية)
- برادي أندرسون على موقع إن إن دي بي (الإنجليزية)
- برادي أندرسون على موقع قاعدة بيانات الفيلم (الإنجليزية)